# Космачёв, Игорь Иванович
Игорь Иванович Космачёв (30 сентября 1935, Бобруйск, СССР — 13 февраля 2020) — советский и российский композитор, автор музыки к кино и мультфильмам, детских песен. Заслуженный деятель искусств РСФСР (1989).

## Биография
Родился 30 сентября 1935 года в городе Бобруйске (Беларусь), в семье военного лётчика.
В 1962 году окончил Институт имени Гнесиных по классу композиции. В 1964—1966 годах дирижёр Московского театра эстрады. Секретарь Союза композиторов России.
Автор музыки к документальным, художественным и анимационным фильмам.
Умер 13 февраля 2020 года. Похоронен на Ваганьковском кладбище.

## Фильмография

### Музыка к кинофильмам
- 1974 — «Кинолетопись БАМа» (Документальный фильм):
  - Даёшь БАМ!
- 1974 — «Такая молодёжь» (Документальный фильм)
- 1975 — «Преодолей себя»
- 1975 — «Я — Водолаз-2»
- 1975 — «Я — Севастополь» (Документальный фильм)
- 1978 — «Товарищ Сэн Катаяма»

(Документальный фильм)
- 1979 — «Дрессировщики»:
  - Новый аттракцион. фильм 6
  - Браво, Солнышко. фильм 7
- 1980 — «Мятеж» (Фильм-спектакль)
- 1983 — «Молодые люди»
- 1984 — «Похищение»
- 1990 — «Мария Магдалина»
- 1991 — «Портрет мадемуазель Таржи»
- 1993 — «Мир в другом измерении»:
  - Стресс. Фильм 3

### Музыка к мультфильмам
- 1972 — «Приключения Незнайки и его друзей»:
  - Возвращение. 10-я серия
- 1974 — «Волшебник Изумрудного города»:
  - Королевство Бастинды. Фильм 4
  - Разоблачение Великого и Ужасного. Фильм 5
- 1974 — «Всё наоборот»
- 1975 — «Уступите мне дорогу»
- 1976 — «Будь здоров, зелёный лес!»
- 1977 — «Незнайка в Солнечном городе»:
  - Переполох в зоопарке. 9-я серия
- 1977—1983 — «Самый маленький гном»
- 1978 — «Чудеса среди бела дня»
- 1979 — «Последние волшебники»
- 1979 — «С кого брать пример»
- 1981 — «Палле один на свете»
- 1982 — «Чучело-Мяучело»
- 1982—1986 — «Боцман и попугай»
- 1983 — «Пингвинёнок»
- 1983 — «Снегирь»
- 1984 — «Волк и телёнок»
- 1984 — «Слонёнок пошёл учиться»
- 1987 — «Исчезатель»
- 1988 — «Карпуша»
- 1989 — «Цель»
- 1990 — «Ёжик должен быть колючим?»
- 1992—1995 — «Шарман, шарман!»
- 1991 — «На чёрный день»
- 1993 — «Муравьиный ёжик»
- 2021—наст. время — «Чуч-Мяуч»